# Orgován Emese
Orgován Emese (Budapest, 1971. július 9.–) magyar színésznő.

## Élete
Lukács Béla szépunokája.
1997-ben játszott a Csinibaba című filmben - Tímár Péter rendezésében Gálvölgyi János és Igó Éva mellett. 1997-1999 között Zalaegerszegen a Hevesi Sándor Színház tagja volt.

## Színházi szerepei
A Színházi adattárban regisztrált bemutatóinak száma: 4.
- Félicien Marceau: A Tojás (1994, Újpest Színház)[7]

Hevesi Sándor Színház:
- Joseph Rudyard Kipling, Békés Pál: A dzsungel könyve (1997) - asszony[6][7]
- Hervé: Nebáncsvirág (1997) - zárdanövendék[8]
- Fazekas Mihály, Schwajda György: Ludas Matyi (1998)[7]
- Molnár Ferenc, Kocsák Tibor, Miklós Tibor: A vörös malom (1998) - ördög[6]
- Edmond Rostand: Cyrano de Bergerac (1998) - nő[6]
- Alan Jay Lerner: My Fair Lady (1998) - szobalány[6]
- Neil Simon, Federico Fellini: Sweet Charity (1999)[7]

## Szinkronszerepei

### Filmek
| Cím                                           | Szereplő                 | Színész              |
| --------------------------------------------- | ------------------------ | -------------------- |
| Gógyi felügyelő és a repülő gyík esete (2005) | Penny                    | Tegan Moss           |
| Gógyi felügyelő és a rivális (2002)           | Penny                    | Tegan Moss           |
| Bridget Jones: Mindjárt megőrülök!            | Phrao                    | Vee Vimolmal         |
| Csajok a csúcson                              | Kristin                  | Anke Schwickowski    |
| A cserecsapat                                 | Heather                  | Sarah Ann Morris     |
| Fantasztikus négyes                           | Debbie McIlvane          | Laurie Holden        |
| Kis nagy színész                              | Rob Reiner titkárnője    | Rachel Dratch        |
| A kör 1                                       | Pénztáros                | Joanna Lin Black     |
| A kör 2                                       | Betsy                    | Kelly Overton        |
| Nincs több suli                               | Ashley A                 | Anndi McAfee         |
| A randiguru                                   | Mika                     | Navia Nguyen         |
| Szerelmünk lapjai                             | Mary Allen               | Nancy De Mayo        |
| Igazából szerelem                             | Jeannie, amerikai angyal | January Jones        |
| Fék nélkül                                    | Gabrielle Spangenberg    | Agathe De La Boulaye |
| A belső ember                                 | Ilina                    | Florina Pectu        |
| Amazonok és gladiátorok                       | Gwyned fiatalon          | na.                  |

### Sorozatok
| Cím                  | Szereplő        | Színész            |
| -------------------- | --------------- | ------------------ |
| 3 jóbarát és Jerry   | Tess            |                    |
| Édes dundi Valentina | Beatriz Carreno | Ana Beatriz Osorio |
| Gógyi felügyelő      | Penny           | Cree Summer        |
| Talizmán             | Hotelrecepciós  | Jessielly Olivero  |
| Hé, Arnold!          | Olga Pataki     | Nika Futterman     |